# Carles Arnal
Carles Arnal Ibáñez (Villarreal, 1957) es un político y biólogo de la Comunidad Valenciana.
Fue diputado en las Cortes Valencianas en la legislatura 2003-2007. Actuó como coportavoz de Els Verds-Esquerra Ecologista del País Valencià, partido creado por el mismo Arnal y otros exmilitantes valencianos de Los Verdes desde su fundación en 2004 hasta 2014.

## Trayectoria política
Militó en la Confederación Nacional del Trabajo (CNT) en los últimos años del franquismo y de la transición democrática. Empezó su militancia política en 1994 en Els Verds-Los Verdes, pero antes ya había tomado contacto con el mundo ecologista integrándose en 1975 en el primer grupo ecologista valenciano, Margarida, y posteriormente en el Grup Ecologista Llibertari.
En 2003 fue el cabeza de lista de Els Verds del País Valencià por circunscripción de Valencia en la coalición formada por estos con Esquerra Unida del País Valencià, Izquierda Republicana y Esquerra Valenciana para concurrir a las autonómicas de ese año: Esquerra Unida - L'Entesa. Arnal resultó elegido diputado. Sin embargo, en 2004 abandonó Els Verds del País Valencià (EVPV) por su disconformidad con el acuerdo suscrito entre estos y el PSOE para concurrir juntos en las elecciones europeas y generales del mismo año. Junto con otros militantes que también abandonaron EVPV fundó Els Verds-Esquerra Ecologista del País Valencià. Arnal mantuvo su escaño, dentro del grupo parlamentario de Esquerra Unida-L'Entesa.
En 2007, su partido formó parte de la coalición de izquierdas y nacionalista Compromís pel País Valencià, donde se encontraría con el también ecologista y rival político Joan Francesc Peris (de Els Verds del País Valencià), sin que ningún representante ecologista obtuviese representación. Tras la crisis de Compromís, Arnal participó en la nueva coalición electoral formada por el Bloc Nacionalista Valencià, Iniciativa del Poble Valencià y su partido, Els Verds-Esquerra Ecologista del País Valencià (Bloc-Iniciativa-Verds) para concurrir a las elecciones generales de 2008.

## Trayectoria profesional
Se licenció en Biología en la Universidad de Valencia en 1979, y se doctoró en 1999 (tesis : Morfologia i anatomia foliar d'especies representatives del bose i matoll mediterrani valencia). Actualmente es catedrático de enseñanza secundaria. 

## Publicaciones
Ha publicado algunos libros y artículos científicos y de divulgación sobre diferentes temas ambientales valencianos, especialmente sobre temática forestal y agricultura, además de numerosos artículos en periódicos y revistas valencianos. 
- Verd fosc. Una aproximació al medi ambient valencià (1993).
- Balanç d'11 anys de gestió forestal autonòmica. En Cuadernos de Geografía de la Universidad de Valencia (1995).
- La Agricultura y el Medio Ambiente. Publicado en El Medio Ambiente en la Comunidad Valenciana de la Consejería de Obras Públicas, Urbanismo y Transportes de la Generalitat Valenciana (1987).